# روبرت ستوري
روبرت ستوري (بالإنجليزية: Robert Story)‏ هو عالم نبات جنوب أفريقي، ولد في 1913، وتوفي في 20 فبراير 1999.